# Parc national Nymboida
Le parc national Nymboida est un parc national situé en Nouvelle-Galles du Sud en Australie à 485 km au nord de Sydney.
Il est situé au sud de la Gwydir Highway, à proximité des parcs nationaux de Barool, de Gibraltar Range et est traversé par la Nymboida River.